# Adalbert von Bayern (1886–1970)

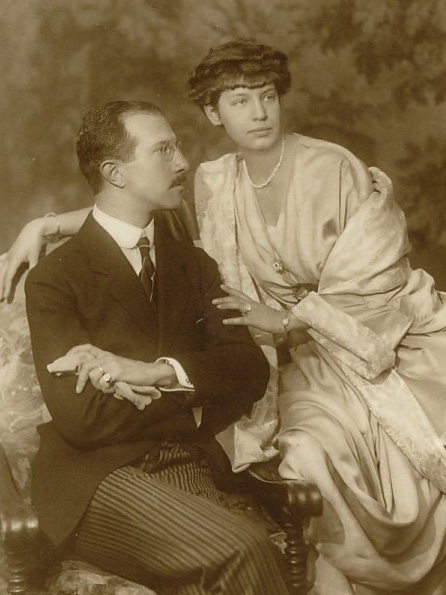
Adalbert von Bayern mit seiner Frau Auguste, 1919

Adalbert Alfons Maria Ascension Antonius Hubertus Joseph Prinz von Bayern (* 3. Juni 1886 im Schloss Nymphenburg in München; † 29. Dezember 1970 ebenda) war ein deutscher Offizier, Historiker, Autor und Botschafter der Bundesrepublik Deutschland in Spanien.

## Leben

### Herkunft
Adalbert war ein Sohn von Ludwig Ferdinand von Bayern (1859–1949) und dessen Ehefrau María de la Paz (1862–1946), Infantin von Spanien. Er war ein Urenkel Königs Ludwig I. von Bayern.

### Militärkarriere
Adalbert wurde nach seinem Abitur an einem Humanistischen Gymnasium 1903 als Leutnant im 1. Feldartillerie-Regiment „Prinzregent Luitpold“ eingestellt, ohne dass er jedoch aktiven Dienst versah. Erst 1905 trat er seinen Dienst an und absolvierte von 1911 bis 1914 die Kriegsakademie, die ihm jedoch keine besondere Qualifikation aussprach. In der Zwischenzeit wurde Adalbert zum Oberleutnant sowie zum Hauptmann befördert.
Bei Ausbruch des Ersten Weltkriegs rückte er als Führer der 5. Batterie seines Regiments ins Feld und beteiligte sich an den Kämpfen in Lothringen und Frankreich. 1915 wurde Adalbert dem Generalkommando des I. Armee-Korps zugewiesen. Er kam dann 1916, nunmehr als Rittmeister, wieder ins Feld und wurde Eskadronchef im 2. Schwere-Reiter-Regiment „Erzherzog Franz Ferdinand von Österreich-Este“. Mit dem Regiment war er bis 1917 an den Kämpfen an der Ostfront beteiligt. Er kehrte dann kurzzeitig als Major und Abteilungskommandeur zum 1. Feldartillerie-Regiment „Prinzregent Luitpold“ nach Frankreich zurück und war dann bei der Kavallerie-Division in Rumänien. 1918 kämpfe Adalbert schließlich wieder in Frankreich als Führer der I. Abteilung im 1. Feldartillerie-Regiment „Prinzregent Luitpold“. Nach dem Waffenstillstand von Compiègne und der Demobilisierung wurde Adalbert aus der Armee verabschiedet.

### Weiteres Leben
Adalbert studierte Geschichte an der Ludwig-Maximilians-Universität München und promovierte mit einer Dissertation über das Thema Die wittelsbachisch-habsburgischen Beziehungen im 17. Jahrhundert zum Dr. phil. Als Historiker wurde er Korrespondierendes Mitglied der Akademie für Geschichte in Madrid und zum Mitglied der Kommission für bayerische Landesgeschichte bei der Bayerischen Akademie der Wissenschaften ernannt. Er arbeitete als Schriftsteller und veröffentlichte auf der Grundlage seiner historischen Studien zahlreiche Bücher und Schriften.
Beim Ausbruch des Zweiten Weltkrieges wurde er als Major zum Heer der Wehrmacht einberufen. Adalbert diente als persönlicher Ordonnanzoffizier von Generaloberst bzw. Generalfeldmarschall Wilhelm Ritter von Leeb, mit dem ihn eine lebenslange Freundschaft verband. 1941 schied er aufgrund des „Prinzenerlasses“ als „wehrunwürdig“ aus dem Militärdienst aus und zog sich nach Schloss Hohenschwangau zurück. Während der Zeit der amerikanischen Militärregierung wurde er kurzzeitig beauftragt, das Bayerische Rote Kreuz aufzubauen.
Von 1950 bis 1952 war er Präsident der Deutsch-Spanischen Gesellschaft.
1952 erhielt Adalbert durch Bundeskanzler Konrad Adenauer die Berufung nach Madrid zum Botschafter der Bundesrepublik Deutschland in Spanien. Er baute die deutsche Vertretung in erster Linie aufgrund seiner persönlichen Verbindungen auf. 1956 schied er aus dem Amt.
Adalbert ist begraben auf dem Familienfriedhof der Wittelsbacher im Kloster Andechs.

### Familie
Adalbert heiratete 1919 seine Nichte dritten Grades Auguste Gräfin von Seefried auf Buttenheim (1899–1978). Sie war die Tochter von Otto Graf von Seefried auf Buttenheim (1870–1951) und dessen Ehefrau Elisabeth Marie von Bayern (1874–1957), die mütterlicherseits eine Enkelin sowohl von Kaiser Franz Joseph als auch von Prinzregent Luitpold von Bayern und väterlicherseits die Urenkelin des bayerischen Generals und griechischen Kriegsministers Heinrich Christian von Schmaltz (1787–1865) war.
Aus der Ehe gingen zwei Söhne hervor:
- Konstantin Leopold (1920–1969)
- Alexander (1923–2001), seine Beerdigung fand in der Alexanderkirche in Zweibrücken statt.

## Veröffentlichungen
- Das Ende der Habsburger in Spanien. (2 Bände). Bruckmann Verlag, München 1929.
- Vier Revolutionen und einiges dazwischen. Siebzig Jahre aus dem Leben der Prinzessin Ludwig Ferdinand von Bayern, Infantin von Spanien. Hans Eder Verlag, München 1932.
- An Europas Fürstenhöfen. Lebenserinnerung der Infantin Eulalia von Spanien 1864–1931. Verlag Robert Lutz Nachfolger Otto Schramm, Stuttgart 1936.
- Eugen Beauharnais. Der Stiefsohn Napoleons. Ein Lebensbild. Propyläen Verlag, Berlin 1940.
- Nymphenburg und seine Bewohner. Oldenbourg Verlag, München 1949.
- Max I. Joseph von Bayern. Pfalzgraf, Kurfürst und König. Bruckmann Verlag, München 1957.
- Die Herzen der Leuchtenberg. Chronik einer napoleonisch-bayerisch-europäischen Familie. Prestel Verlag, München 1963.
- Der Herzog und die Tänzerin. Die merkwürdige Geschichte Christians IV. von Pfalz-Zweibrücken und seiner Familie. Pfälzische Verlagsanstalt, Neustadt/Weinstraße 1966.
- Als die Residenz noch Residenz war. Prestel Verlag, München 1967.
- Die Wittelsbacher. Geschichte unserer Familie. Prestel Verlag, München 1979.
- Erinnerungen 1900–1956. Langen-Müller Verlag, München 1991.